# George Prideaux Robert Harris
George Prideaux Robert Harris (n. 1775 (posibil în Australia) - d. Hobart, 1810) a fost inspectorul adjunct în primele zile ale Țării lui Van Diemen (acum Tasmania), Australia, de la așezarea în 1803 până la moartea sa în orașul Hobart în 1810. El a fost, de asemenea, un explorator, artist și naturalist, care a descris multe dintre plantele și marsupialele native ale insulei, inclusiv diavolul tasmanian și lupul marsupial.